# Bet midrasz
Bet midrasz (hebr. ‏בית מדרש‎ „dom nauki”, „dom poszukiwania”, „dom studiów”; jid. ‏בית־מדרש‎ bes-medresz) – typ synagogi ze specjalnym pomieszczeniem przeznaczonym do studiów talmudycznych dla chłopców i dorosłych mężczyzn. Przez chasydów popularnie nazywane szul lub szil.
Pierwsze bet midrasze powstawały w okresie hellenistycznym i były wzorowane na greckich uczelniach. W Europie Wschodniej większość takich budynków powstawało przy gminnych synagogach lub w ich bliskim sąsiedztwie. Połączenie miejsca modlitwy i nauki pozwalało na optymalne wykorzystanie czasu przeznaczonego na modły i rozważania nad Słowem Bożym. Czasami bet midrasz pełnił także funkcję noclegowni dla przyjezdnych pobożnych Żydów. Zajmowano się w nim również pomocą biednym studentom jesziw. Sporą część domów studiów zakładały osoby prywatne, które lokowały je przeważnie we własnych mieszkaniach.
Każdy bet midrasz zaopatrzony był w księgozbiór, do którego wolny dostęp mieli wszyscy członkowie gminy. Nie istniał żaden zinstytucjonalizowany system korzystania z ksiąg (jak np. w bibliotece). Nie był on potrzebny – przed ewentualnymi kradzieżami i aktami wandalizmu chroniła potęga autorytetu samego miejsca.
W Talmudzie zapisane są specjalne modlitwy, które należy odmawiać przy wchodzeniu i wychodzeniu z domu studiów.